# Keny Arroyo
Pour les articles homonymes, voir Arroyo.
Keny Arroyo, né le 14 février 2006 à Guayaquil en Équateur, est un footballeur international équatorien qui évolue au poste d'ailier gauche au Beşiktaş JK.

## Biographie

### En club
Né à Guayaquil en Équateur, Keny Arroyo est formé par l'Independiente del Valle. Il joue son premier match en professionnel avec ce club, le 2 décembre 2023, lors d'une rencontre de championnat face à El Nacional. Il entre en jeu et son équipe est battue par deux buts à un,.
Le 7 avril 2024, Arroyo inscrit son premier but en professionnel, à l'occasion d'un match de championnat face au Libertad F.C.. Titularisé, il marque sur un coup franc direct et participe à la victoire de son équipe par trois buts à zéro,.
Le 6 février 2024, Keny Arroyo rejoint la Turquie en signant en faveur du Beşiktaş JK.

### En sélection
Keny Arroyo est convoqué pour la première fois avec l'équipe nationale d'Équateur en octobre 2024. Il honore sa première sélection lors de ce rassemblement, face à l'Uruguay le 16 octobre 2024. Il entre en jeu et les deux équipes se séparent sur un score nul de zéro à zéro.

## Statistiques

### En sélection nationale
| Saison                | Sélection             | Phases finales        | Phases finales | Phases finales | Phases finales | Éliminatoires CDM | Éliminatoires CDM | Éliminatoires CDM | Matchs amicaux | Matchs amicaux | Matchs amicaux | Total | Total | Total |
| Saison                | Sélection             | Compétition           | M              | B              | Pd             | M                 | B                 | Pd                | M              | B              | Pd             | M     | B     | Pd    |
| --------------------- | --------------------- | --------------------- | -------------- | -------------- | -------------- | ----------------- | ----------------- | ----------------- | -------------- | -------------- | -------------- | ----- | ----- | ----- |
| 2024-2025             | Équateur              | -                     | -              | -              | -              | 2                 | 0                 | 0                 | -              | -              | -              | 2     | 0     | 0     |
| Total sur la carrière | Total sur la carrière | Total sur la carrière | -              | -              | -              | 2                 | 0                 | 0                 | -              | -              | -              | 2     | 0     | 0     |